# 勒克斯-澤普林實驗
勒克斯-澤普林實驗（英語：LUX-ZEPLIN (LZ) Experiment）下一代暗物質直接探測實驗，旨在觀察大質量弱相互作用粒子（WIMP）核的散射。它於2012年由大型地下氙氣實驗和澤普林 III集團的實驗組合而成。現時，它是美國、英國、葡萄牙和俄羅斯的30個研究所合作的計畫。實驗地點位於南達科他州的桑福德地下研究設施（SURF），由DOE的勞倫斯伯克利國家實驗室（伯克利實驗室）管理。
實驗使用了一個由10噸液態氙製成的超靈敏探測器來尋找WIMP核相互作用的訊號。這是三個這樣的實驗之一，引領了對10 GeV/c2以上WIMP的直接檢測，另外兩個是XENON暗物質計畫實驗和粒子和天體物理氙探測器-4T實驗。
2015年春季，LZ通過了"關鍵決策步驟1"或CD-1審查，成為DOE的官方項目。2020年9月21日，美國能源部官員正式簽署了LZ項目竣工協定；DOE的項目完成里程碑稱為關鍵決策4或CD-4。

## LZ做為低背景探測器
為了最終識別WIMP核散射，LZ必須能夠觀察到其活性體積中非常小的能量沉積。因此，它還必須能夠區分真正的WIMP散射和由已知粒子引起的其他交互作用。那些已知"背景"的例子，包括環境中的痕量放射性產生的伽馬射線，中子的交互作用，以及來自宇宙射線在上層大氣中產生的μ介子的交互作用。暗物質搜索的兩個目標是最大限度地減少這些背景相互作用的數量，以及對於那些確實發生的相互作用，能夠識別它們是來自背景，而不是WIMP。
首先，最裡面的探測器由一個雙相氙氣時間投影室（TPC）]]組成。該探測器是WIMP核散射的目標。如下一節所述，該探測器可以對氙氣中相互作用的位置進行3D重建。這樣可以識別和排除探測器週邊（側面、頂部和底部）附近發生的背景交互作用。這些周邊的交互作用極有可能來自外部伽馬射線或中子，以及組成TPC和低溫恒溫器的探測器元件中痕量放射性核素的放射性衰變。此外，相對較大的液態氙密度使TPC能夠在一定程度上「自我遮罩」：進入TPC的伽馬射線（中子）在散射和停止之前只能行進大約幾釐米（10釐米）。因此，探測器的最內層體積基本上幾乎沒有這些背景雜訊。因為它非常安靜，所以這個最裡面的，或“基準”的體積對觀察其背景以外的WIMP散射非常敏感，並且是LZ的WIMP搜索的空間。
接下來，TPC位於幾層主動和被動遮罩層內，以降低外部伽馬射線和中子的速率。TPC安裝在內部低溫恒溫器中，該低溫恒溫器可保持氙氣處於液相（約178K）所需的溫度。該內部低溫恒溫器嵌套在更大的外部低溫恒溫器中，這有助於抑制熱量傳遞到氙氣中。外部低溫恒溫器的外部是一組裝有液體閃爍體的丙烯酸罐。這些閃爍體探測器是裝有釙的液態烷基苯（LAB），用於更有效的捕獲中子。如果伽馬射線或中子在TPC內部散射一次，但隨後退出，它也可能在閃爍體探測器中沉積能量。這些能量沉積物伴隨著光學光子的發射，可以通過位於丙烯酸罐外部的光敏倍增管（PMT）陣列檢測到。通過觀察這種與TPC中的散射相吻合的信號，可以排除掉TPC中可能看起來像WIMP散射的背景。這對於中子尤其重要，中子可以穿透比伽馬射線更遠的距離，並且以與WIMP預期相同的方式散射到氙原子核上，而不是在氙原子周圍的電子上。外部探測器PMT陣列位於較大的水箱中。總之，水箱和液體閃爍體還提供了對外部伽馬射線和中子的重要被動遮罩，在它們有機會進入TPC之前，大多數都被阻絕了。整個元件位在地下約1.5公里處，位於SURF的戴維斯洞穴中。這個地下位置創造了一個岩石覆蓋層，顯著降低了宇宙射線μ介子進入TPC的速率相對於地球表面的速率。所有這些不同的策略確保了LZ是一種能夠對氙原子核上的暗物質散射進行非常靈敏搜索的探測器。

## LZ的內部檢測器：雙相TPC
LZ中心的探測器是一個圓柱形雙相氙氣時間投影室（TPC）。它由一個7噸重的液態氙靶和上面的一小塊氣態氙氣區域組成。操作原理如下：當發生WIMP或背景散射時，少量的動能被賦予氙原子核（或原子電子）。這導致氙原子在散射點附近的區域周圍彈跳，將其能量轉化為快速閃爍光子，釋放（電離）電子和產生的熱量。許多即時閃爍光子可以通過探測器頂部和底部的光電倍增管（PMT）檢測到。電離電子在外部施加的電場中向上漂移，並在到達液體表面時被拉入氣體中並在更強的電場中產生電致發光的光。這種電致發光會產生延遲的“S2”信號。外部產生的電場由一組四個高壓電極網格產生：底部，陰極，柵極和陽極。
總而言之，S1和S2可以精確地重建氙氣在空間中相互作用的位置。由於 S2 非常接近上部 PMT 陣列，因此僅此一項就可以很好地瞭解 XY 中（即相對於探測器軸）交互作用發生的位置。即時的S1和延遲的S2之間的時差只是出互動交互作用的深度：通過使用氙中電子在給定電場下的漂移速度，可以將漂移時間轉換為物理深度或Z的位置。總之，這個XYZ位置允許人們識別一個安靜的內部基準體積，用於敏感的WIMP搜索。它還能夠區分類似WIMP的單位點交互作用和類似背景的多位點交互作用，例如來自中子或伽馬射線的交互作用。
請注意，與其它類型的時間投影室不同，例如MicroBooNE等微中子實驗中使用的時間投影室，此處的電離信號是通過S2光完全捕獲的：電極不直接測量電流。

## LZ的WIMP搜索
2022年7月，LZ合作發佈了其對自旋無關的WIMP核子散射橫截面的第一個上限，使用了大約60個工作日的數據。未來的搜索打算進一步探測WIMP散射點，建議的搜索期為1000天。

## 外部連結
- The LZ Dark Matter Experiment （页面存档备份，存于）